# Regunung
Regunung is een bestuurslaag in het regentschap Semarang van de provincie Midden-Java, Indonesië. Regunung telt 3339 inwoners (volkstelling 2010).